# Berke (Name)
Berke ist ein türkischer männlicher und weiblicher Vorname sowie ein mongolischer Vorname mit der Bedeutung „schwierig“. Eine abgeleitete Form des Namens im Mongolischen ist Berkehan (dt. „schwieriger Herrscher“).
Außerdem tritt Berke auch als deutscher Familienname auf.

## Verbreitung
Der Name wird in Deutschland seit 2005 jährlich bei der Namenswahl berücksichtigt. Von 2010 bis 2023 wurde er etwa 270 Mal vergeben. In der Schweiz tragen den Namen 76 Personen (Stand 2023). In Österreich kommt der Name seit 1998 fast jedes Jahr in der Namensgebung vor. Zwischen 2002 und 2014 wurde er häufiger gewählt, seitdem wird er nur in einem geringen Umfang vergeben.
In den Niederlanden taucht der Name seit Anfang der 1990er Jahre fast jedes Jahr in den Hitlisten auf. Von 1930 bis 2023 wurden rund 230 Jungen so genannt. Der Name ist in Dänemark seit Mitte der 1990er Jahre immer wieder in den Vornamenscharts zu finden. In England, Kanada und den USA wurde der Name nur zwischen der Jahrtausendwende und den 2010er Jahren ab und an vergeben. Seine Vergabe ist auch in Liechtenstein, Belgien und Frankreich nachgewiesen.

## Namensträger

### Historische Zeit
- Berke Khan (nach 1205–1267), mongolischer Fürst
- Berke Qan (1258–1280), Sultan der Mamluken in Ägypten

### Vorname
- Berke Akçam (* 2002), türkischer Leichtathlet
- Berke Özer (* 2000), türkischer Fußballspieler

### Familienname
- Balázs Berke (* 1984), ungarischer Fußballschiedsrichter
- Barna Berke (1966–2021), ungarischer Jurist
- Deborah Berke (* 1954), US-amerikanische Architektin und Wissenschaftlerin
- Dietrich Berke (1938–2010), deutscher Musikwissenschaftler
- Helmar Becker-Berke (1906–1980), deutscher Maler, Zeichner, Grafiker und Illustrator
- Hubert Berke (1908–1979), deutscher Maler und Grafiker
- Hubert Cramer-Berke (1886–nach 1928), deutscher Landschafts- und Industriemaler sowie Radierer der Düsseldorfer Schule
- Jürgen Berke (* 1958), deutscher Journalist
- Julia Berke (* 1975), deutsche Schauspielerin
- Paul Berke-Müller (1928–1984), Leiter des Landeskriminalamtes Niedersachsen
- Stephan Berke (* 1957), deutscher Archäologe
- William Berke (1903–1958), US-amerikanischer Regisseur  Drehbuchautor und Produzent
- Wolfgang Berke (* 1954), deutscher Journalist und Buchautor